# Elisabetta Christiana Lancellotta
Elisabetta Christiana Lancellotta (Isernia, 2 marzo 1979) è una politica italiana.
Alle elezioni politiche del 2022 viene eletta deputata della XIX legislatura della Repubblica italiana nella circoscrizione XVIII Molise per Fratelli d'Italia.